# Ластовський Олександр Костянтинович

Колишня анотаційна дошка на честь Олександра Ластовського

Ласто́вський Олекса́ндр Костянти́нович (1890, Сміла, Київська губернія, Російська імперія — 1920, Катеринослав, Катеринославська губернія, Українська СРР) — київський робітник-друкар, більшовик, партійний і профспілковий діяч.

## Біографія
Народився 1890 року в Смілі в сім'ї робітника. З 1907 року вів у Києві нелегальну роботу, розповсюджував соціал-демократичні листівки та прокламації серед солдатів 3-го польового інженерного парку на Печерську. Під час одного з нелегальних зібрань Ластовський був заарештований разом з групою солдатів, як неповнолітнього його засудили до заслання у Вологодську губернію, де він перебував з 1908 по 1910 рік. 1910 року повернувся в Київ і знову почав діяти за завданнями місцевого комітету РСДРП(б). У 1912 році був активним розповсюджувачем більшовицької газети «Правда». Цього ж року був знову заарештований і засуджений до 3-х років заслання в Архангельську губернію. Під час ув'язнення та заслання захворів на сухоти.
1915 року, повернувшись до Києва, працював у нелегальній партійній друкарні, що розміщувалася в будинку № 13 по Золотоустівській вулиці, де був заарештований під час друку антивоєнних прокламацій.
Після Лютневої революції 1917 року брав активну участь у встановленні радянської влади на Україні. Був обраний до Київського комітету РСДРП(б), Київської ради робітничих депутатів, був членом правління профспілки друкарів, вів активну роботу в Центральному бюро профспілок.
Від Київської ради робітничих депутатів був обраний делегатом на II Всеросійський з'їзд Рад. 1918 року під час німецької окупації та гетьманату Павла Скоропадського — член підпільного Київського обласного комітету РКП(б)/КП(б)У. У червні 1918 року на підпільній обласній конференції більшовицької організації, що відбулася в Пущі-Водиці, разом з Петром Дегтяренком, Михайлом Реутом та ін. був обраний до загальноміського партійного комітету для керування повстанням. У липні 1918 року під час роботи I з'їзду Комуністичної партії (більшовиків) України (КП(б)У) був обраний до складу підпільного Київського обласного комітету КП(б)У. Був членом редколегії газети «Київський комуніст». У жовтні 1918 року Ластовський представляв більшовиків Київщини на II з'їзді КП(б)У, входив до складу обласного революційного комітету («п'ятірки»), що очолювала підготовку повстання проти гетьманщини. З грудня 1918 року — член виконкому Київської ради робітничих депутатів. Після встановлення в Києві радянської влади в 1919–1920 роках — член міського і губернського комітетів КП(б)У. 
Напередодні захоплення Києва польськими військами навесні 1920 року виїхав до Катеринослава, де невдовзі помер від сухот.

## Увічнення пам'яті
У 1928–2016 роках на честь Ластовського називалася вулиця на Печерську (попередня назва — Аносівська, теперішня — вулиця Степана Ковніра). 
У 1957–1958 роках на честь Олександра Ластовського також мала назву Аеродромна вулиця на Чоколівці в Києві.
У червні 1962 року на фасаді будинку № 3 по вулиці Ластовського було встановлено анотаційну дошку з чорного граніту з написом: «Ця вулиця носить ім'я Олександра Ластовського — активного борця за Радянську владу, члена більшовицької фракції Київської Ради робітничих депутатів і Секретаріату Центрального Бюро Ради профспілок Києва (помер у 1920 р.)». 
2015 року після прийняття Закону України «Про засудження комуністичного та націонал-соціалістичного (нацистського) тоталітарних режимів в Україні та заборону пропаганди їхньої символіки» прізвище Ластовського Українським інститутом національної пам'яті було включено до списку осіб, чия діяльність підпадає під дію законів про декомунізацію.